# Płonnik pospolity
Płonnik pospolity (Polytrichum commune Hedw.) – gatunek mchu z rodziny płonnikowatych (Polytrichaceae Schwägr.).

## Morfologia
PokrójGatunek dość zmienny, spotykane są zarówno odmiany wysokie (30–40 cm), tworzące gęste darnie np. na torfowiskach, jak i odmiany o krótszych łodyżkach (3–4 cm).
Budowa gametofituŁodyżki proste, o długości 20–40 cm. Listki odstające, podłużnie lancetowate, o długości do 2 cm, na brzegu odlegle piłkowane.
Budowa sporofituPuszka prosta, ostrokanciasta ze złotożółtym czepkiem. Seta brunatna o długości do 12 cm, czerwonawa.
ZmiennośćJednoznaczne odróżnienie od innych gatunków rodzaju płonnik możliwe jest na podstawie mikroskopowej obserwacji przekroju listków.

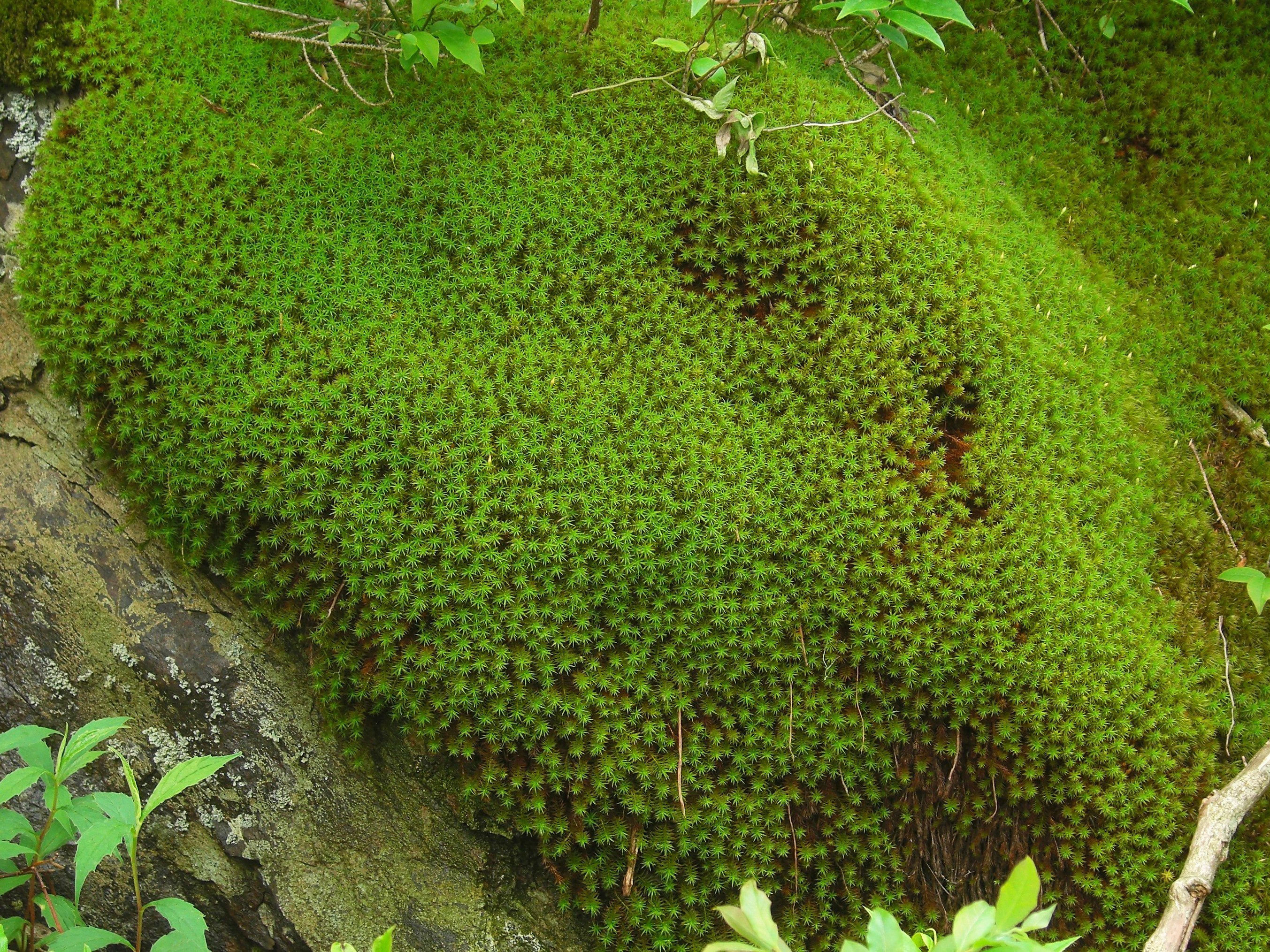
Darń
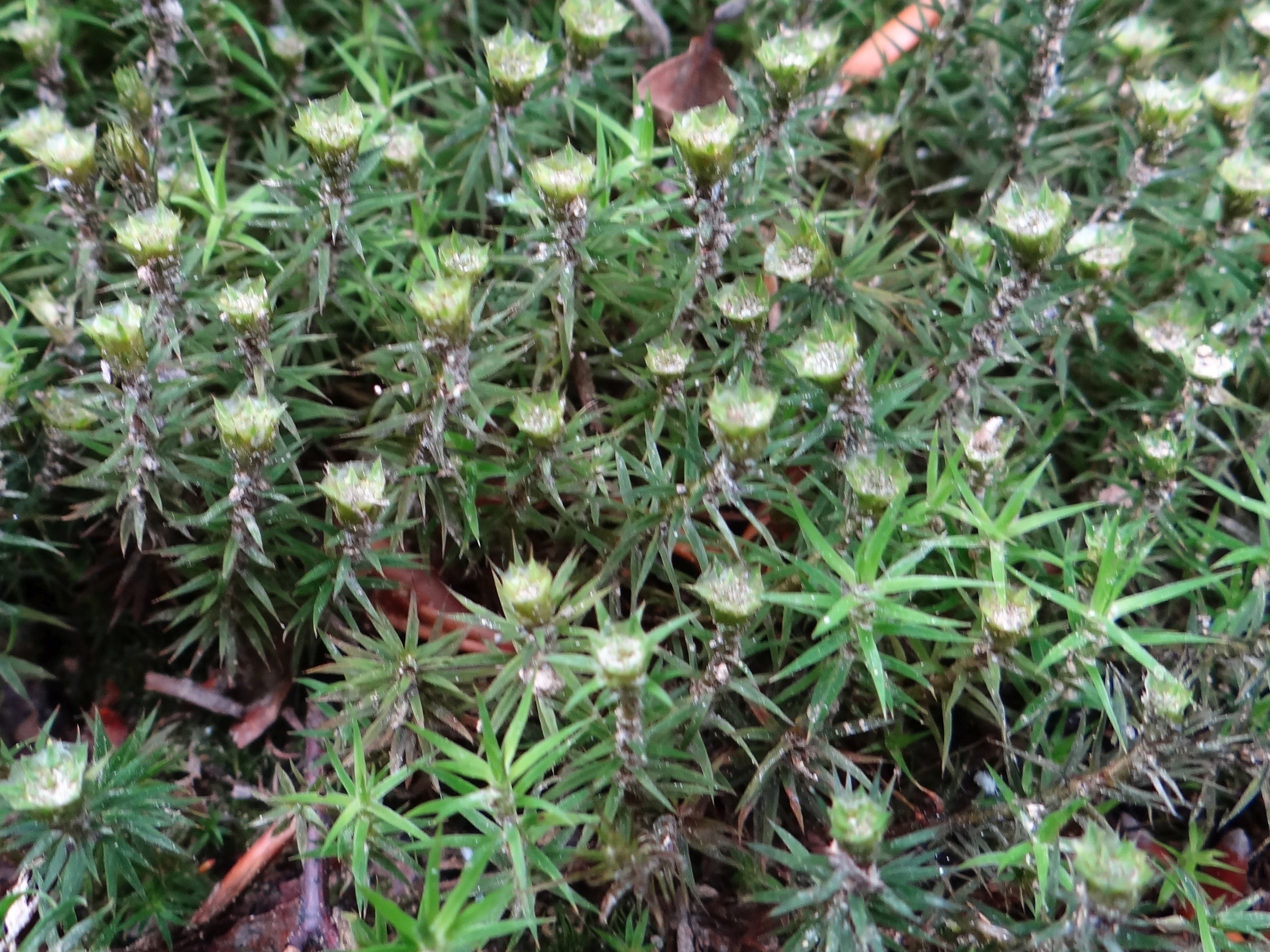
Okazy z plemniami
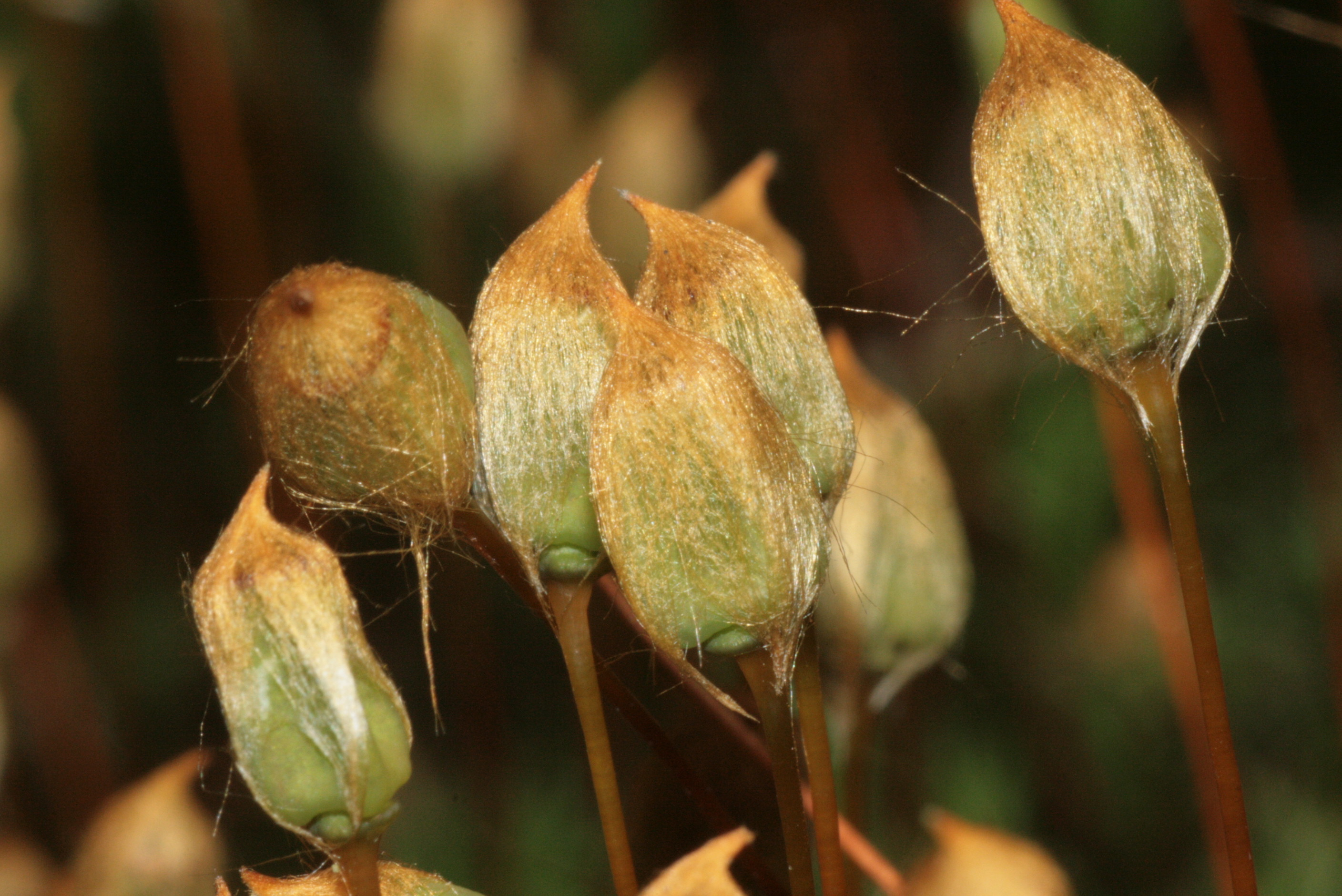
Puszki

## Siedlisko i występowanie
Na wilgotnym, kwaśnym podłożu w lasach, na łąkach i na torfowiskach. Występuje w całej Polsce, zarówno na niżu, jak i w górach.

## Ochrona
Od 2001 r. roślina objęta częściową ochroną gatunkową w Polsce, status ochronny został podtrzymany w Rozporządzeniu Ministra Środowiska z dnia 9 października 2014 r. w sprawie ochrony gatunkowej roślin.